# Родригес да Силва, Северино
Северино Родригес да Силва (порт. Severino Rodrigues da Silva; 27 марта 1936, Форталеза — март 2025), более известный под именем Биу (порт. Biu) — бразильский футболист, центральный защитник.

## Карьера
Биу начал карьеру в клубе «Санта-Круз» (Ресифи) в 1956 году. Через год он выиграл свой первый чемпионат штата Пернамбуку. Всего он выступал за «Санта-Круз» на протяжении 8 лет, выиграв 3 чемпионата штата. В 1964 году он перешёл в португальский «Санжоаненсе» и играл за этот клуб до 1968 года.
В составе сборной Бразилии Биу дебютировал 5 декабря 1959 года в матче чемпионата Южной Америки с Парагваем. На том турнире он сыграл все 4 матча, а всего за сборную провёл 5 встреч.
Биу умер в марте 2025 года, не дожив нескольких недель до своего 89-летия.

## Достижения
- Чемпион штата Пернамбуку: 1957, 1959, 1960